# Guerre da burla
Guerre da burla è un racconto dello scrittore francese Guy de Maupassant, pubblicato per la prima volta il 1º maggio 1882 sul quotidiano Gil Blas sotto lo pseudonimo di Maufrigneuse.

## Trama
Il narratore, prendendo spunto dalla situazione politica attuale di conflitto tra il governo e il clero, racconta una storiella divertente che gli è capitato di sentire poco tempo addietro.
La storia si svolge in un villaggio della Normandia; qui, sul frontespizio dell'ingresso principale della chiesa romanica si trova una scultura che rappresenta una scena d'amore fisico tra Adamo ed Eva. Il prete che ivi lavora non riesce più  svolgere ben a dovere le mansioni e i compiti a lui affidati, questo a causa degli attributi virili di Adamo che si trova sempre davanti agli occhi ogni qual volta entra in chiesa.
Si è trovato costretto ad andar a chiedere al sindaco, il quale ha il possesso dell'edificio, di vestire Adamo; davanti al suo rifiuto il prete mette lo stesso un paio di mutandoni alla statua per coprirne le vergogne; il sindaco risponde ordinando al poliziotto d'andar immediatamente a toglierli.
Una notte, sentendo dei rumori provenienti dal lato della chiesa, alcuni vicini sono corsi ad avvertire le autorità che forse c'era un ladro e che venissero ad arrestarlo: in realtà si trattava del prete che aveva pensato bene di "castrare" la statua di Adamo a colpi di scalpello. Per questo grave reato viene subito posto in stato d'arresto.
A conclusione del suo divertente racconto il narratore, tornando a parlare dei recenti eventi che hanno vietato per legge ai maestri d'insegnar materie religiose, si chiede come potrà mai ora il maestro spiegare ai bambini la credenza popolare di Giona ch'è entrato dentro il corpo della balena, dell'arresto del sole davanti a Giosuè e del crollo miracoloso delle mura di Gerico.